# Нугеду-Санта-Вітторія
Нугеду-Санта-Вітторія, Нуґеду-Санта-Вітторія (італ. Nughedu Santa Vittoria, сард. Nughedu) — муніципалітет в Італії, у регіоні Сардинія,  провінція Ористано.
Нугеду-Санта-Вітторія розташоване на відстані близько 360 км на південний захід від Рима, 100 км на північ від Кальярі, 39 км на північний схід від Ористано.
Населення — 499 осіб (2014).

## Демографія
Населення за роками:

Станом на 1 січня 2023 року в муніципалітеті офіційно проживало 5 іноземців з 3 країн, серед них 5 громадян країн Євросоюзу.

## Сусідні муніципалітети
- Ардаулі
- Аустіс
- Бідоні
- Неонелі
- Ольцаї
- Сорраділе